# The Beginning
The Beginning är ett samlingsalbum av det danska heavy metal-bandet Mercyful Fate. Det släpptes 1987. Albumet innehåller låtarna från Mercyful Fates första EP samt fem andra låtar.

## Låtlista
1. "Doomed By the Living Dead"
2. "A Corpse Without Soul"
3. "Nuns Have No Fun"
4. "Devil Eyes"
5. "Curse of the Pharaohs"|¹
6. "Evil" |¹
7. "Satan's Fall" |¹
8. "Black Masses" |²
9. "Black Funeral" |²

|¹ = Från "The Friday Rock Show" den 19 mars 1983.
|² = Från "The Metallic Storm"-sessionen.

## Medverkande
- King Diamond - sång
- Hank Shermann - gitarr
- Michael Denner - gitarr
- Timi Hansen - bas
- Kim Ruzz - trummor